# Приходько Григорій Андрійович
Григо́рій Андрі́йович Прихо́дько  (*20 грудня 1937 року, село Олександропіль, Дніпропетровська область — 15 серпня 2015, місто Бібрка, Львівська область) — український політичний діяч націоналістичних переконань, дисидент, публіцист.

## Ранні роки життя
Григорій Приходько народився 20 грудня 1937 року в селі Олександропіль Синельниківського району на Дніпропетровщині в родині селян-нащадків запорозьких козаків. У 1959 — 1964 роках навчався в Одеському інституті інженерів зв'язку, який закінчив за фахом «інженер радіозв'язку і радіомовлення»

## Перше ув'язнення
Перший раз Приходько був арештований 27 грудня 1973 року у Калузі. Звинувачення: антирадянська агітація та пропаганда з метою підриву або ослаблення радянської влади (ст. 70. ч. 1 КК РРФСР). Засуджений до 5 років ув'язнення в таборі суворого режиму.
Під час попереднього слідства відмовився давати покази. Це стало підставою для скерування його на психіатричну експертизу в Інститут імені Сербського. Через півтора місяця експертизи лікар-куратор передав для Приходька пропозицію: погодитись на визнання його психічно хворим, а замість цього було обіцяно негайне звільнення з-під варти з встановленням інвалідності 2-ї групи. В разі незгоди — тривале ув'язнення. Приходько вибрав ув'язнення. І наступного дня експертна комісія визнала його психічно здоровим.
Для відбування покарання Григорія Приходька на початку 1975 року привезли в табір ВС-389/36 (Кучино Пермської області). А вже в квітні 1975 року Приходько подав заяву до Президії Верховної Ради СРСР з вимогою надати йому статус політв'язня. На підтвердження заяви він відмовився від виконання примусових робіт та інших вимог режиму. За це його карали штрафним ізолятором, а потім суд замінив йому режим ув'язнення: на три роки перевели до Володимирської тюрми.
За час перебування в тюрмі Приходько опрацював близько ста монографій і близько двох тисяч статей. Окрім того, написав чимало протестних заяв і звернень, декілька статей і спробував себе в прозі. Частину написаного замікрував (записав на цигарковий папір буквами висотою 0,5 — 0,7 мм і цифрами висотою 1 мм). Мікротексти герметично запечатав і провіз з собою через всі пересилки на свободу.
По закінченні тюремного режиму в кінці липня 1978 року, Григорій Андрійович повернувся в табір ВС-389/36. І відразу включився в кампанію протестів проти режиму ув'язнення. Він замікрував тексти заяв майже всіх політв'язнів, які брали участь в кампанії. Мікротексти були герметично запечатані, і при звільненні з ув'язнення 27 грудня 1978 року Приходько вивіз їх на свободу, а потім передав для відправки в діаспору.
На свободі, під наглядом міліції й КДБ, пробув півтора року. В цей час листування було інтенсивним. За півтора року отримав біля шестисот листів. Окрім того, писав публіцистику.

## Друге ув'язнення
В кінці квітня 1980 року Приходько був викликаний в УКДБ по Дніпропетровській області. Його допитували в справі члена Української Гельсінської Групи Івана Сокульського. Слідчі, які вели допит, зажадали, щоб Григорій Андрійович дав покази, які свідчили б про психічну хворобу Сокульського. Приходько заявив, що брехливих свідчень давати не буде. Після цього один із слідчих пригрозив тривалим ув'язненням, якщо Приходько не дасть потрібних слідству показів. У відповідь Григорій Приходько заявив, що він готовий прийняти кримінальну кару, але брехливих свідчень давати не буде.
Після допиту Приходько звернувся із заявою до Голови КДБ СРСР Андропова. В заяві він вимагав припинити психіатричне переслідування Сокульського. По отриманні канцелярією Андропова заяви проти правозахисника була порушена справа за статтею 62, ч.2 КК УРСР (антирадянська агітація та пропаганда).
1 липня 1980 року його арештувало УКДБ по Дніпропетровській області.
До того часу під арештом вже був Іван Сокульський, проти якого також була порушена справа за ст. 62, ч. 2 КК УРСР. Справи проти Приходька та Сокульського були об'єднані в одну справу на тій підставі, що у Сокульського під час обшуку були вилучені шість рукописів Приходька. Слідство інкримінувало ці рукописи як наклепницькі і як такі, що закликають до боротьби проти радянської влади та до відриву України від СРСР. Всього арештованому Приходьку було інкриміновано шістнадцять його рукописів.
Під час попереднього слідства і суду Григорій Приходько доводив, що жоден з інкримінованих рукописів не має наклепів на радянську владу, що правдивість усіх його висловлювань він може довести фактами.
В судовому засіданні він домагався, щоб суд оголосив сторінки або абзаци рукописів, в яких він вбачає наклепи на радянську дійсність. По тринадцяти клопотаннях підсудного суд виніс ухвали, якими відмовив в дослідженні текстів. Три тексти суд оголосив, але ні допиту, ні експертизи не зробив.
Вирок Дніпропетровського обласного винесений 13 січня 1981 року. Приходько був визнаний особливо небезпечним рецидивістом і засуджений до 10 років позбавлення волі і до 5 років заслання. Встановлений вироком режим ув'язнення: перші 5 років — тюрма, наступні 5 років — табір особливого режиму.
Тюремну частину ув'язнення Приходько відбув в Чистопольській тюрмі. В грудні 1984 року йому був встановлений діагноз: туберкульоз легенів. Казанська лікарня МВС, яка встановила діагноз, відмовилась його госпіталізувати.
Наступного дня після початку амбулаторного лікування від туберкульозу до Приходька таємно був застосований психотропний препарат. Це стало відомо правозахисникові, і він заявив протест. Застосування психотропного препарату було припинено.
В Чистопольській тюрмі разом з Юрієм Шухевичем склали Хартію боротьби українського народу. З незалежних від авторів обставин Хартія не потрапила на волю.
По закінченні тюремного терміну в липні 1985 року Приходько був перевезений на дільницю особливого режиму табору ВС-389/36 (Кучино Пермської області).
Не визнаючи вирок законним через відмову суду в дослідженні інкримінованих текстів, Григорій Андрійович домагався перегляду справи. Брав участь в акціях протесту проти режиму ув'язнення.
Коли в 1987  році розпочалось масове звільнення політв'язнів на основі помилування, Приходько звернувся заявою до Генерального Прокурора СРСР, наголошуючи на тому, що ні він, ні його родичі прохання про помилування не подавали, відтак він вимагав не звільняти його до закінчення терміну, що встановлений вироком. Однак, 8 липня 1988 року Приходька звільнили на основі помилування. Клопотання про помилування подав Генеральний прокурор СРСР.

## Діяльність після ув'язнення
По звільненні Приходько прибув до Львова. Майже рік його не прописували. Щоб уникнути арешту за порушення паспортного режиму, доводилось часто переїжджати з одного міста в інше. В листопаді 1988 року на правозахисника був скоєний замах. Зусиллями дружини й лікарів був врятований. Перед закінченням лікування від замаху, йому було повідомлено, що на лікарню чиниться тиск з метою встановлення йому неправдивого онкологічного діагнозу. Завдяки попередженню Приходько уникнув госпіталізації в онкологічну лікарню, хоч неправдивий діагноз був встановлений.
До політики перебудови Приходько поставився з недовірою, вбачаючи в ній маневр імперії, що спричинений глибоким економічним занепадом. Свою політичну діяльність він зосередив на боротьбі за негайний вихід України зі складу СРСР. Він став автором націоналістичної альтернативи, яка мала на меті відновлення Української Народної Республіки.
Восени 1988 року разом з Федором Клименком започаткував самвидавничий журнал «Український час». Перший випуск журналу вийшов в лютому 1989 року. В червні 1989 року Приходько в складі групи ініціаторів взяв участь в створенні політичної організації. 21 жовтня 1989 року була створена Українська Національна Партія (УНП). Приходько став членом Етичного Суду УНП, а в квітні 1990 року став Головою УНП.
В травні 1990 року Приходько, разом з Сергієм Бабичем Анатолієм Лупиносом, Павлом Скочком і Юрієм Шухевичем, виступив зі зверненням до опозиційних партій скликати міжпартійну асамблею з метою координації зусиль в боротьбі за національне визволення. 1 липня 1990 року першою сесією розпочала діяльність Українська Міжпартійна Асамблея (УМА), однією з засновниць якої була УНП. Приходько був обраний Головою Національної Ради УМА. Метою УМА було скликання Національного Конгресу, який перебрав би в Україні владу і оголосив би про відновлення Української Народної Республіки. При підготовці до скликання Національного Конгресу УМА проводила масову реєстрацію громадян УНР.
На третій сесії УМА в грудні 1990 року Приходько програв опонентам і вийшов з УМА. А в червні 1992 року, внаслідок об'єднання УНП з Українською Народно-Демократичною партією (УНДП), Приходько склав повноваження Голови УНП і увійшов до складу проводу Української Національної Консервативної партії (УНКП). У 1994 році Григорій Приходько,а також члени Проводу УНКПЮрій Восковнюк,Євген Чернишов, Віктор Радіонов,Сергій Бей, Олександр Вінников,Федір Медвідь брали участь у виборах до ВР ,але жоден не пройшов.Після цього в партію було долучено Олега Соскіна з групою прибічників,які перед виборами 1998 узурпували партію.Внаслідок розколу в УНКП навесні 1999 року, Приходько вийшов з партії і в подальшому дотримувався позапартійної позиції.
До 1998 року видавав журнал «Український час». З 1992 року Приходько був членом Редакційної ради журналу «Воля і Батьківщина».
Останні роки проживав у Бібрці Львівської області, де й помер 15 серпня 2015 року.

## Публіцистика
Публіцистика Приходька присвячена політологічним і правовим проблемам боротьби за державну незалежність нації та становлення нової держави. Наполегливо домагається прав і захисту радянських політв'язнів.